# إف إن هيرستال
إف إن هيرستال (بالإنجليزية: FN Herstal) هي الشركة الوطنية لصناعة الأسلحة النارية تقع في هيرستال، بلجيكا وتعتبر حاليا أكبر مصدر للأسلحة الصغيرة العسكرية في أوروبا.

## منتجات

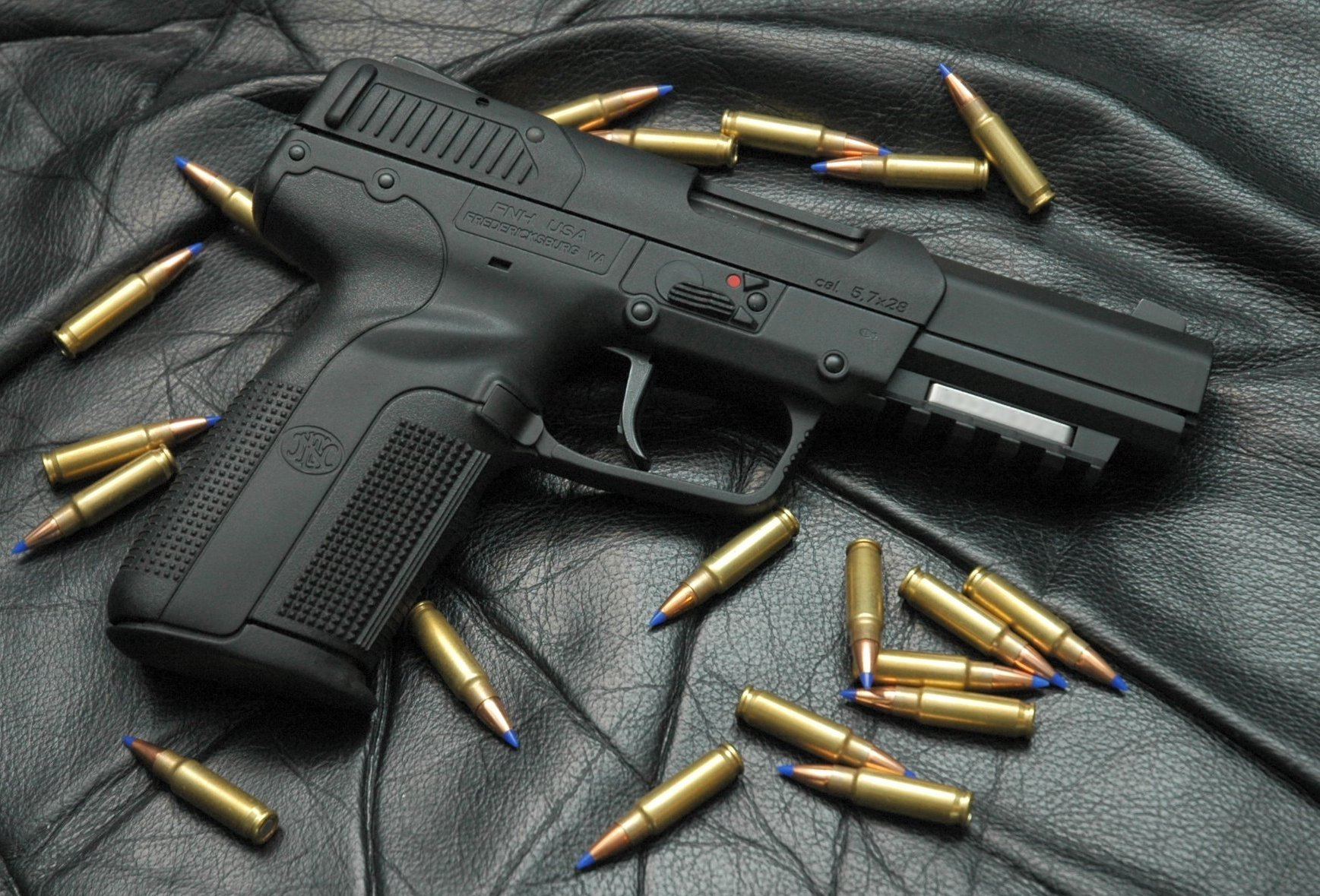

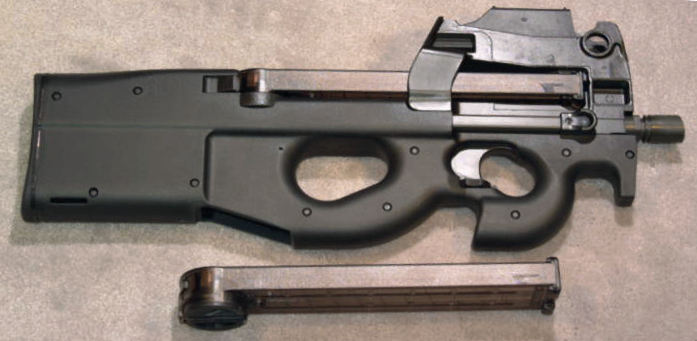
إف إن بي 90 (سلاح)

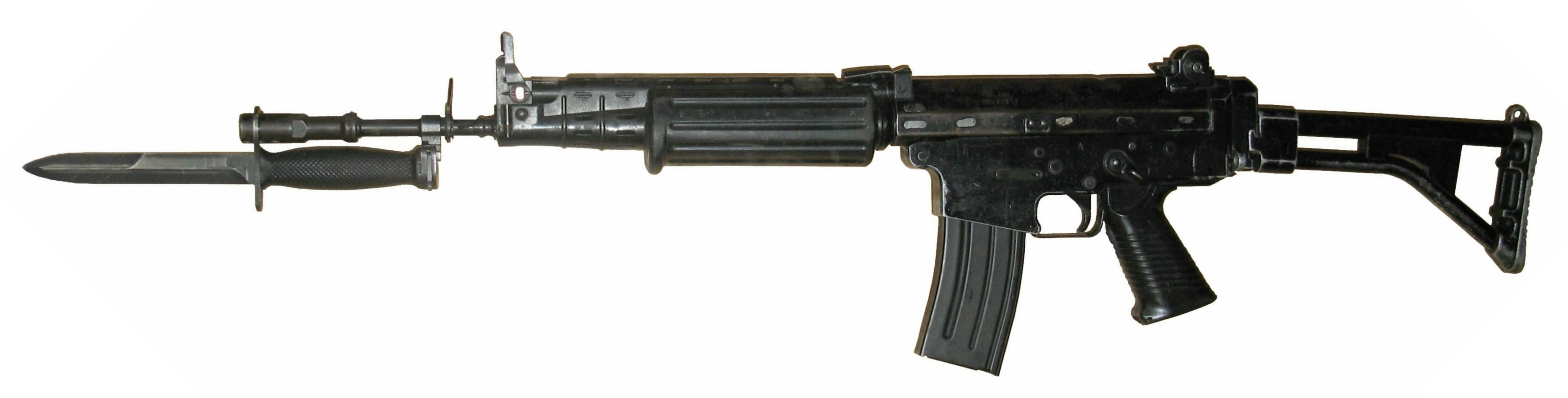
فن فنك

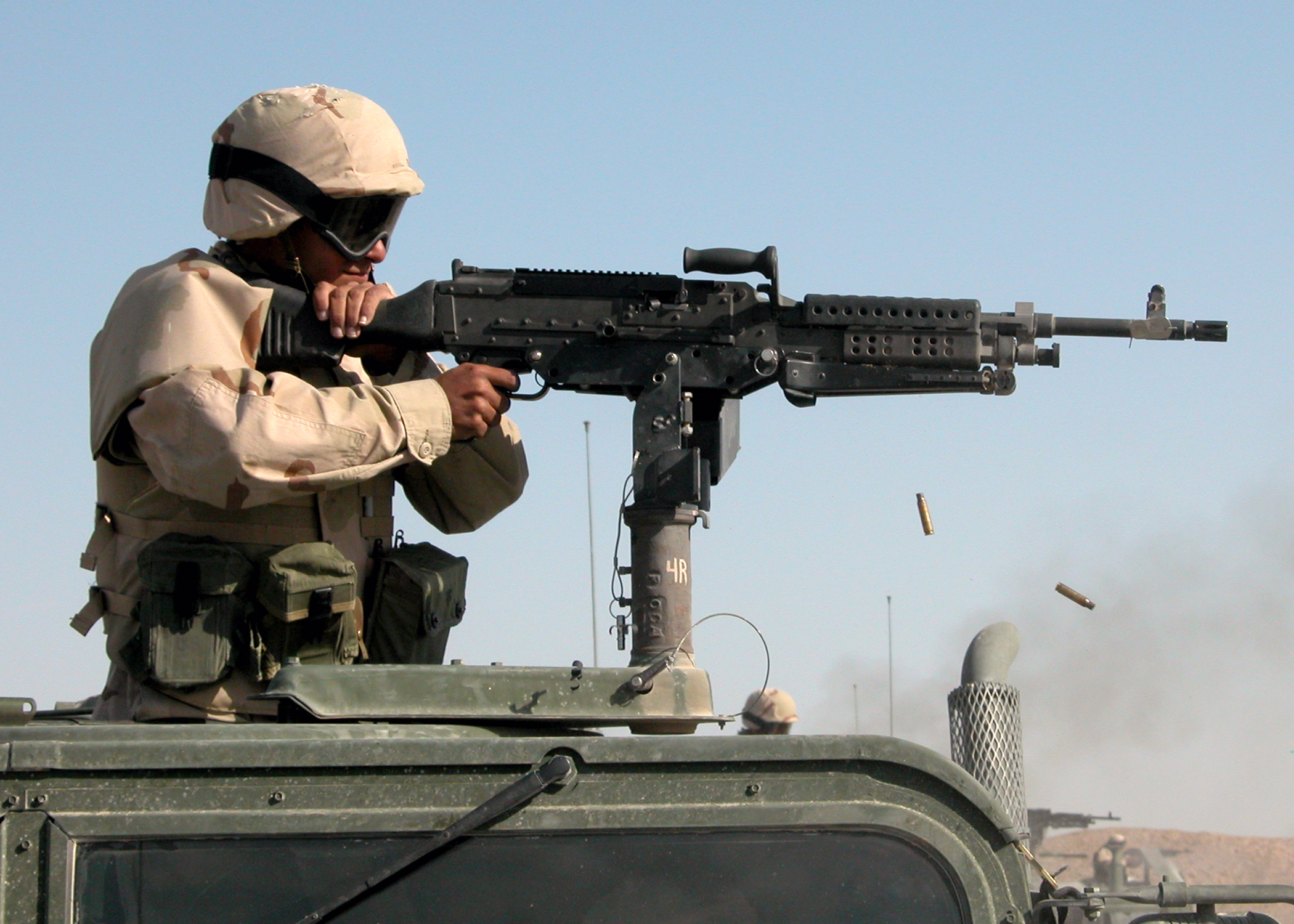
إف إن ماج

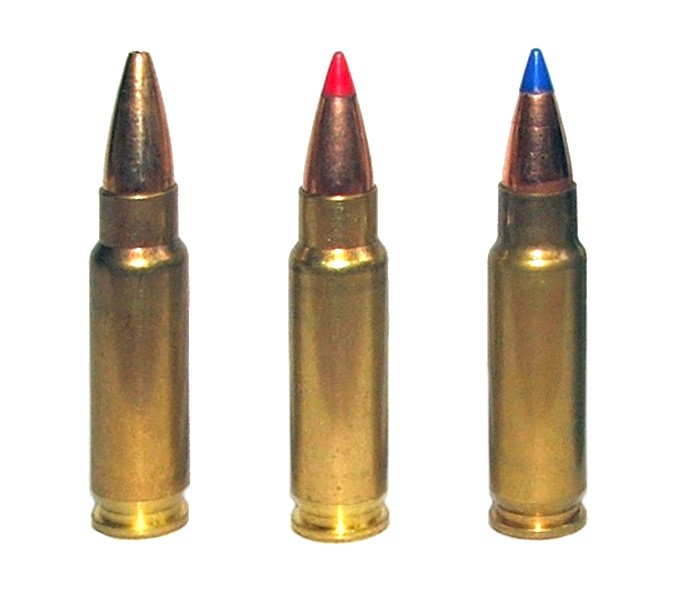
ذخيرة إف إن بي 90 (سلاح)

- براوينغ هاي باور
- إف إن بي 90 (سلاح)
- عوزي
- إف إن إف 2000 (أسلحة)
- إف إن فال
- بندقية إم 16
- إف إن بي 90 (سلاح)
- أف أن سكار
- كيرباينر 98ك (بندقية)
- إف إن ماج
- 5.56x45مم ناتو: الناتو
- أف أن سكار

## وصلات خارجية
- الموقع الإلكتروني